# Żwaczowe
Żwaczowe (Neocallimastigomycota M.J. Powell) – typ grzybów.

## Charakterystyka
Organizmy uwicione, anaerobiczne, żyjące w układzie pokarmowym roślinożernych ssaków i (prawdopodobnie) także w innych beztlenowych warunkach. Komórki tych grzybów pozbawione są centriol i mitochondriów, lecz posiadają hydrogenosomy pochodzenia mitochondrialnego.

## Systematyka
Jest to takson monotypowy – należy do niego tylko jedna klasa, również monotypowa:
- klasa: Neocallimastigomycetes M.J. Powell
  - podklasa incertae sedis
    - rząd: Neocallimastigales J. L. Li – żwaczowce
      - rodzina: Neocallimastigaceae I.B. Heath
        - rodzaj Aestipascuomyces Stabel, R. Hanafy, Schweitzer, Greif, Aliyu, Flad, D. Young, Lebuhn, Elshahed, Ochsenreither & N.H. Youssef 2020
        - rodzaj Agriosomyces Hanafy, Lanjekar, Dhakephalkar, T.M. Callaghan, Dagar, G.W. Griff., Elshahed & N.H. Youssef 2020
        - rodzaj Aklioshbomyces Hanafy, Lanjekar, Dhakephalkar, T.M. Callaghan, Dagar, G.W. Griff., Elshahed & N.H. Youssef 2020
        - rodzaj Anaeromyces Breton, Bernalier, Dusser, Fonty, B. Gaillard & J. Guillot 1990
        - rodzaj Buwchfawromyces T.M. Callaghan & G.W. Griff. 2015
        - rodzaj Caecomyces J.J. Gold 1988
        - rodzaj Capellomyces Hanafy, Lanjekar, Dhakephalkar, T.M. Callaghan, Dagar, G.W. Griff., Elshahed & N.H. Youssef 2020
        - rodzaj Cyllamyces Ozkose, B.J. Thomas, D.R. Davies, G.W. Griff. & Theodorou 2001
        - rodzaj Feramyces R.A. Hanafy, Elshahed & N.H. Youssef 2018
        - rodzaj Ghazallomyces Hanafy, Lanjekar, Dhakephalkar, T.M. Callaghan, Dagar, G.W. Griff., Elshahed & N.H. Youssef 2020
        - rodzaj Joblinomyces Hanafy, Lanjekar, Dhakephalkar, T.M. Callaghan, Dagar, G.W. Griff., Elshahed & N.H. Youssef 2020
        - rodzaj Khoyollomyces Hanafy, Lanjekar, Dhakephalkar, T.M. Callaghan, Dagar, G.W. Griff., Elshahed & N.H. Youssef 2020
        - rodzaj Liebetanzomyces Joshi, G.W. Griff. & Dagar 2018
        - rodzaj Neocallimastix Vávra & Joyon ex I.B. Heath 1983
        - rodzaj Oontomyces Dagar, Puniya & G.W. Griff. 2015
        - rodzaj Orpinomyces D.J.S. Barr, H. Kudo, Jakober & K.J. Cheng 1989
        - rodzaj Paucimyces R.A. Hanafy, N.H. Youssef & Elshahed 2021
        - rodzaj Pecoramyces Hanafy, N.H. Youssef, G.W. Griff. & Elshahed 2017
        - rodzaj Piromyces J.J. Gold, I.B. Heath & Bauchop 1988
        - rodzaj Tahromyces Hanafy, Lanjekar, Dhakephalkar, T.M. Callaghan, Dagar, G.W. Griff., Elshahed & N.H. Youssef 2020[3].

Nazwy polskie na podstawie rekomendacji Komisji ds. Polskiego Nazewnictwa Grzybów przy Polskim Towarzystwie Mykologicznym.